# Tsarafidynia blanci
Tsarafidynia blanci är en fjärilsart som beskrevs av Griveaud 1973. Tsarafidynia blanci ingår i släktet Tsarafidynia och familjen björnspinnare. Inga underarter finns listade i Catalogue of Life.